# Leśniczówka Skrzynice
Leśniczówka Skrzynice – część wsi Majdan Mętowski, położonej w Polsce, w województwie lubelskim, w powiecie lubelskim, w gminie Głusk.
W latach 1975–1998 miejscowość należała administracyjnie do starego województwa lubelskiego.

## Położenie
Mimo nazwy, miejscowość stanowi część wsi Majdan Mętowski w gminie Głusk, a nie część Skrzynic, leżących w gminie Jabłonna. 
Leśniczówka Skrzynice leży na skraju tzw. Lasu Mętowskiego. Składają się na nią trzy gospodarstwa rolne, położone przy zbiorczej drodze gminnej.